# ایسی اوچی
ایسی اوچی (ژاپنی: 大内 一生؛ زادهٔ ۸ سپتامبر ۲۰۰۰) یک بازیکن فوتبال اهل ژاپن است.
از باشگاه‌هایی که در آن بازی کرده‌است می‌توان به باشگاه فوتبال یوکوهاما و باشگاه ورزشی یوکوهاما اشاره کرد.